# Веніамін Платонов
Веніамін Платонов (рос. Вениамин Платонов; у миру Василь Миколайович Платонов — рос. Василий Николаевич Платонов; 28 лютого 1819, Курська губернія — 13 червня 1905, Кострома) — український релігійний діяч російського походження. Голова комітету православного місіонерського товариства в Харкові. Ректор Харківської духовної семінарії.
Єпископ Сумський Відомства православного сповідання Російської імперії. Єпископ Кінешемський (1883, вікарій Костромської єпархії РПЦ (безпатріаршої). Редактор часопису «Духовний щоденник».

## Життєпис
Народився в сім'ї священника. 1841 року закінчив Курську духовну семінарію. За квотою етнічних росіян, призначається на навчання в Україну, де 1845 року закінчив Київську духовну академію зі ступенем магістра богослов'я. Того ж року повертається на батьківщину, де стає викладачем богословських наук і помічником ректора Курської духовної семінарії. 29 липня 1848 року пострижений в чернецтво.
- 21 грудня 1851 — вже інспектор та професор логіки та психології Литовської духовної семінарії у Балтиці.
- 4 грудня 1859 — інспектор та професор богословських наук Казанської духовної академії в Татарстані.
- 31 березня 1864 знову повертається в Україну, де стає ректором Харківської духовної семінарії.
- 30 липня 1872 — єпископ Сумський, вікарій Харківської єпархії. Редактор часопису «Духовний щоденник».
- З 1876 голова комітету православного місіонерського товариства в Харкові.
- 9 квітня 1883 року призначений єпископом Кінешемський, вікарій Костромської єпархії РПЦ (б). Жив у Іпатьєвському монастирі.

Одночасно був настоятелем Ігрицького монастиря, що неподалік Костроми, головою Костромського відділу і почесним членом Імператорського православного палестинського товариства. У Костромській єпархії була заснована стипендія імені єпископа Веніаміна для бідних учнів Костромської духовної семінарії та інших духовних навчальних закладів.
Похований в Костромі.

## Праці
- Христос — свет для сокровенной глубины душ человеческих. [Архівовано 16 січня 2022 у Wayback Machine.] // Православный собеседник. — 1861. — Ч. I. — № 2. — С. 143—172.
- Вопрос о вере. [Архівовано 16 січня 2022 у Wayback Machine.] // Православный собеседник. — 1861. — Ч. II. — № 8. — С. 357—390.
- О необходимости христианину испытывать дух учений, предлагаемый разными вероучителями. [Архівовано 16 січня 2022 у Wayback Machine.] // Православный собеседник. — 1861. — Ч. 2. — № 6. — С. 129—160.
- Светлая сторона смерти, примечаемая взорам веры. [Архівовано 16 січня 2022 у Wayback Machine.] // Православный собеседник. — 1862. — Ч. I. — С. 47—84, 213—262.
- Несостоятельность рационализма в мнимой религии естественной. [Архівовано 16 січня 2022 у Wayback Machine.] // Православный собеседник. — 1862. — Ч. II. — С. 105—138, 227—259.
- Богопознание. [Архівовано 16 січня 2022 у Wayback Machine.] // Православный собеседник. — 1862. — Ч. II. — С. 179—213.
- Любовь Божия, привлекаемая мудростью. [Архівовано 16 січня 2022 у Wayback Machine.] // Православный собеседник. — 1862. — Ч. II. — С. 149—178.
- Необходимость благодати, находящейся в Церкви, для охранения истины веры и поддержания в людях чистой нравственности. [Архівовано 16 січня 2022 у Wayback Machine.] // Православный собеседник. — 1862. — Ч. 3. — С. 107—124.
- Разум христианский. [Архівовано 16 січня 2022 у Wayback Machine.] // Православный собеседник. — 1862. — С. 317—360.
- Дух евангельской заповеди о прощении обид. [Архівовано 16 січня 2022 у Wayback Machine.] // Православный собеседник. — 1862. — Ч. 2. — С. 41—104.
- Возможна ли нравственность без догматов веры. [Архівовано 16 січня 2022 у Wayback Machine.] // Православный собеседник. — 1862.
- Истинное достоинство человека. [Архівовано 16 січня 2022 у Wayback Machine.] // Православный собеседник. — 1863. — Ч. 3. — С. 296—322.
- Основная истина христианства и коренное заблуждение неверующего разума. [Архівовано 16 січня 2022 у Wayback Machine.] // Православный собеседник. — 1863. — Ч. 1. — № 4. — С. 349—400; Ч. 2. — № 6. — С. 163—192; № 7. — С. 415—450; № 8. — С. 511—540.
- Русский раскол пред судом истины и Церкви. [Архівовано 16 січня 2022 у Wayback Machine.] // Православный собеседник. — 1864. — Ч. I—III.
- Об отношении общества к Божественной вере христианской. — СПб., 1871.
- Собрание слов и размышлений [Архівовано 16 січня 2022 у Wayback Machine.]. — Кострома: Губернская типография, 1908. — 572 с.